# هلموت کوینیگ
هلموت کوینیگ (انگلیسی: Helmuth Koinigg؛ ۳ نوامبر ۱۹۴۸ – ۶ اکتبر ۱۹۷۴) یک اتوموبیل‌ران فرمول ۱ اهل اتریش بود.